# Gounarou
Gounarou ist ein Arrondissement im Departement Alibori in Benin. Es ist eine Verwaltungseinheit, die der Gerichtsbarkeit der Kommune Gogounou untersteht. Gemäß der Volkszählung von 2013 hatte Gounarou 14.017 Einwohner, davon waren 6893 männlich und 7124 weiblich.